# Antuan Ilgit
Antuan Ilgit SJ (* 22. Juni 1972 in Hersbruck, Bayern) ist ein türkisch-italienischer römisch-katholischer Ordensgeistlicher, Weihbischof und apostolischer Administrator des Apostolischen Vikariates Anatolien sowie Wirtschaftswissenschaftler.

Bischofswappen von Antuan Ilgit

## Leben
Der in Deutschland geborene Antuan Ilgit wuchs in der Türkei auf und graduierte in Wirtschaftswissenschaften und Verwaltung an der Gazi-Universität in der türkischen Hauptstadt Ankara. Als Doktor der Wirtschaftswissenschaften konvertierte er zum römisch-katholischen Christentum. Ilgit wurde am 29. März 1997 in der Kapelle St. Theresia vom Kinde Jesu in Ankara getauft. Nach einem zweijährigen Noviziat in Genua legte er seine ersten Gelübde ab und wurde der erste Jesuit mit türkischer Staatsbürgerschaft. Im Jahr 2010 wurde er von Giovanni Kardinal Lajolo in der Kirche Il Gesù in Rom zum Priester geweiht. Seit 2013 hat er die doppelte Staatsbürgerschaft, Türkisch und Italienisch.
Nachdem er seinen Bachelor der Theologie an der Päpstlichen Universität Gregoriana in Rom als einer der besten absolvierte, studierte er ein Jahr am Päpstlichen Orientalisches Institut und erhielt dort ein Lizenziat für Moraltheologie und Bioethik an der Päpstlichen Akademie Alfonsiana. Seine Doktorarbeit A Comparison between Issues Related to the Beginning of Life in Turkish Bioethics and the Teaching of the Catholic Church setzte sich mit den Themen Abtreibung, Empfängnisverhütung, In-vitro-Fertilisation und der Verwendung embryonaler Stammzellen basierend auf türkischen Gesetzen, die biomedizinische Forschungen regulieren, den Aussagen der Türkischen Medizinvereinigung, sowie den Entscheidungen und Studien des Präsidiums für Religionsangelegenheiten (Diyanet) der Republik Türkei auseinander. Er erhielt zudem einen Master der Künste in Gesundheitsethik an der Sankt-Josefs-Universität in Philadelphia. 2012 wurde er für die Mitgliedschaft in Alpha Sigma Nu nominiert, der internationalen akademischen Ehrengesellschaft der Jesuitischen Colleges und Universitäten. Nach seiner Graduierung mit Auszeichnung wurde er für die nationale Ehrengesellschaft Alpha Epsilon Lambda des Zweiges Omega an der St.-Josefs-Universität vorgeschlagen.
Er erhielt seinen erneuten Doktorgrad in Moraltheologie an der Fakultät für Theologie und Ministerien des Boston-College (Chestnut Hill) mit einer Dissertation zu Muslim and Catholic Perspectives on Disability in the Contemporary Context of Turkey: A Proposal for Muslim-Christian Dialogue unter der Leitung von Rev. James T. Bretzke, S.J., S.T.D.
Ilgit beteiligt sich an der Einhaltung bioethischer Grundsätze und engagiert sich im christlich-islamischen Dialog. Dabei wünscht er sich, dass sich Muslime und Christen in dieser Angelegenheit einander begegnen und sich gemeinsam für Werte einsetzen. Derzeit ist er verantwortlicher Professor der Moraltheologie an der Päpstlichen Theologischen Fakultät von Süditalien in Neapel. Eine überarbeitete Version seiner Doktorarbeit wurde 2017 von Libra Books in Istanbul veröffentlicht.
Seit 2022 war er Generalvikar und Kanzler des Apostolischen Vikariates Anatolien.
Am 28. August 2023 ernannte ihn Papst Franziskus zum Titularbischof von Tubernuca und zum Weihbischof des Apostolischen Vikariates Anatolien. Der Apostolische Vikar von Anatolien, Paolo Bizzeti, spendete ihm am 25. November desselben Jahres in der Basilika Santa Giustina in Padua die Bischofsweihe. Mitkonsekratoren waren der Apostolische Nuntius in der Türkei, Erzbischof Marek Solczyński, und der Apostolische Vikar von Istanbul, Massimiliano Palinuro.
Am 26. November 2024 ernannte ihn Papst Franziskus infolge des altersbedingten Rücktritts von Bischof Paolo Bizzeti zum Apostolischen Administrator des Apostolischen Vikariats Anatolien.

## Veröffentlichungen
- Muslim and Catholic perspectives on disability: A proposal for Muslim-Christian dialogue mit einem Vorwort von James T. Bretzke, ISBN 978-605-2380-07-9